# Litsea rotundata
Litsea rotundata är en lagerväxtart som först beskrevs av Carl Ludwig von Blume, och fick sitt nu gällande namn av André Joseph Guillaume Henri Kostermans. Litsea rotundata ingår i släktet Litsea och familjen lagerväxter. Inga underarter finns listade i Catalogue of Life.